# جيمس ريد (لاعب كرة قدم أمريكية)
جيمس ريد (بالإنجليزية: James Reed)‏ هو لاعب كرة قدم أمريكية أمريكي، ولد في 3 فبراير 1977 في ساغيناو في الولايات المتحدة.

## وصلات خارجية
- جيمس ريد على موقع مرجع كرة القدم المحترفة.كوم (الإنجليزية)